# Paseo de la fama de Madrid

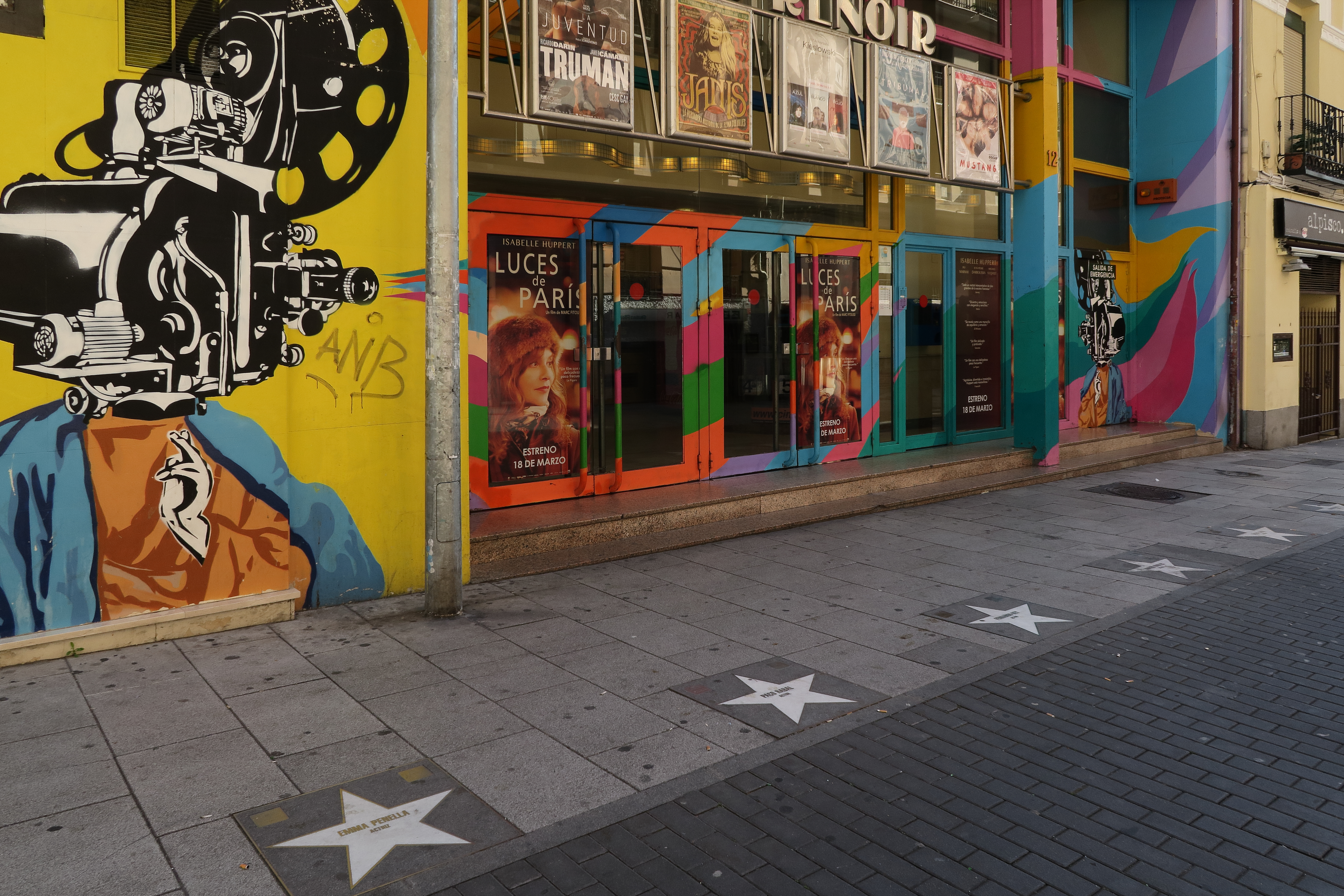
Paseo de la fama de Madrid

El paseo de la fama de Madrid, también conocido como paseo de la fama del cine español o paseo de las estrellas de Madrid, es un tramo de la calle Martín de los Heros situada en el barrio de Argüelles en Madrid (España) en el que se rinde homenaje a los actores y cineastas más destacados del cine español, de modo similar al paseo de la fama de Hollywood en Hollywood Boulevard.

## Historia
La iniciativa partió del Ministerio de la Presidencia bajo el nombre Calles de Cine y se materializó el 27 de junio de 2011, conmemorando el 25.º aniversario de la fundación de la Academia Española de Cine, con la inclusión inicial de 25 estrellas, una por cada año de existencia de la academia.
Aunque estaba previsto añadir anualmente más estrellas, solo se incluyó una más, la estrella póstuma del actor y director Luis Escobar. En mayo de 2022 el periódico El País informaba del mal estado de las estrellas ubicadas en el paseo, incluyendo algunas que se encuentran totalmente destruidas o deterioradas.

## Las estrellas
Las estrellas fueron diseñadas por Óscar Mariné, diseñador, tipógrafo e ilustrador español que ha trabajado para directores como Almodóvar, Álex de la Iglesia o Julio Médem. Están hechas de granito, mármol y acero e incluyen una estrella con el nombre del personaje dentro. Además, en la parte superior hay una placa alusiva del patrocinador Loterías y Apuestas del Estado y otra de la Academia del Cine.